# Action Bias
Action Bias (deutsch Handlungsneigung oder Handlungstendenz) bezeichnet in den Verhaltenswissenschaften die Neigung, auch dann aktiv zu handeln, wenn das Handeln voraussichtlich nutzlos, möglicherweise sogar schädlich ist.
Vom israelischen Verhaltensforscher Bar Eli wurden Elfmeter-Situationen im Fußball ausgewertet. Die Schützen schießen statistisch etwa gleich verteilt nach links, rechts und in die Mitte, während die Torhüter nur selten in der Mitte bleiben, sondern sich fast immer nach rechts oder links bewegen. Dies tun sie, obwohl ihre Chancen, den Ball abzuwehren, dort ebenso gut oder schlecht sind wie Verweilen in der Mitte des Tores. Begründet wird die in der Summe der Fälle chancenreduzierende Handlung (englisch action) mit der menschlichen Neigung, bevorzugt aktiv in ein Geschehen einzugreifen, als es passiv zu verfolgen.
Der Impuls, gerade in sich auf unbekannte Art entwickelnde Situationen mit dem Ziel einzugreifen, diese unter Kontrolle zu bringen, ist bei jüngeren Menschen allgemein stärker ausgeprägt als bei älteren. Eine britische Studie ergab, dass paarweise im Einsatz befindliche Polizisten in einer jung-jung-Kombination schneller in Situationen eingreifen und es häufiger zu Verletzten kommt als bei einer Kombination eines jüngeren mit einem älteren Polizisten.
Der Ursprung der menschlichen Neigung zum Action Bias wird in frühmenschlichen Verhaltensweisen vermutet, in der es in Bedrohungssituationen vor allem auf die Schnelligkeit der Reaktion ankam, während in der Gegenwart überlegte, also notwendig langsamere Reaktionen – oder gar keine Reaktion – oft erfolgreicher sind.
Der amerikanische Physiologe Walter Cannon prägte 1915 den Begriff Fight-or-flight (Kampf oder Flucht). Beide Handlungsoptionen implizieren Aktion. 
Die Action Bias steht in Verbindung zur Omission Bias.

## Zitat
Rolf Dobelli schrieb in seinem Bestseller Die Kunst des klaren Denkens: 

„Ist er [der Action Bias] das Gegenteil zum Omission Bias? Nicht ganz. Der Action Bias kommt ins Spiel, wenn eine Situation unklar, widersprüchlich, opak ist. Dann tendieren wir zu Umtriebigkeit, auch wenn es keinen vernünftigen Grund dafür gibt. Beim Omission Bias ist die Situation meistens übersichtlich: Ein zukünftiger Schaden könnte durch heutiges Handeln abgewendet werden, aber das Abwenden eines Schadens motiviert uns nicht so stark, wie es die Vernunft geböte.
Der Omission Bias ist sehr schwer zu erkennen – Verzicht auf Handlung ist weniger sichtbar als Handlung. Die 68er-Bewegung, das muss man ihr lassen, hat ihn durchschaut und mit einem prägnanten Slogan bekämpft: »Wenn du nicht Teil der Lösung bist, bist du Teil des Problems.« “